# Norma Editorial

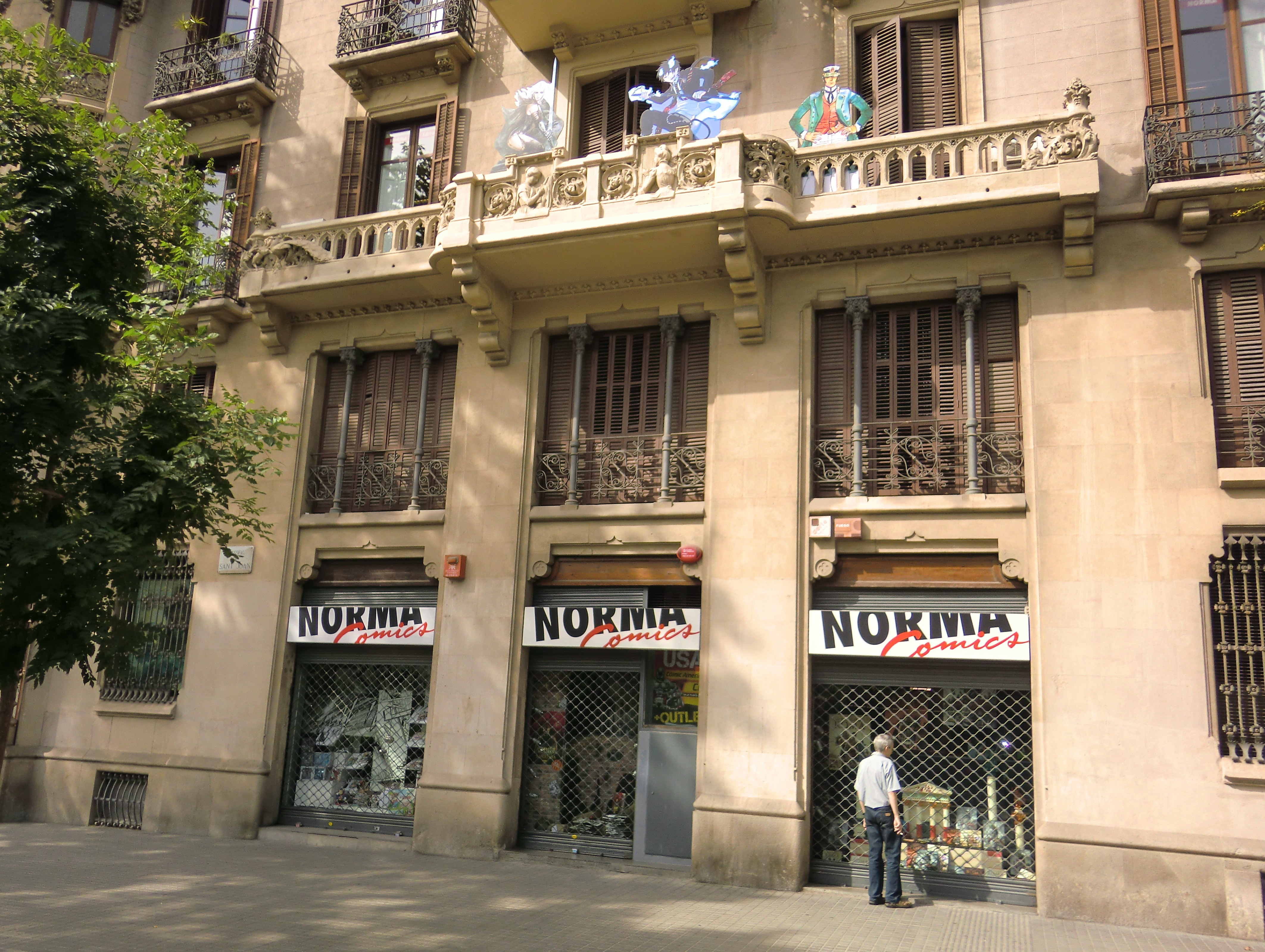
Das Verlagsgebäude von Norma Editorial in Barcelona

Norma Editorial ist ein spanischer Comicverlag.
Der Verlag wurde 1977 von Rafael Martínez Díaz in Barcelona als Agentur für spanische Zeichner gegründet. Ab Anfang der 1980er Jahre wurden Alben europäischer Künstler wie auch Magazine wie Cimoc oder Cairo verlegt. Ab den 1990er Jahren kamen US-amerikanische Comics und Manga dazu.

## Bekannte Serien (Auswahl)
Corto Maltese, El Mercenario, Blake und Mortimer, Gaston, Valentina, Hellsing, Black Lagoon, Oishimbo, Blood-C, Akira, The Spirit, Leutnant Blueberry, Valerian, Die geheimnisvollen Städte, The Legend of Zelda, Die Schlümpfe, Rocco Vargas